# Michael Bella
Michael Bella (Duisburg, 29 settembre 1945) è un ex calciatore tedesco, di ruolo difensore. Campione europeo con la Germania nel 1972. Possiede il record di presenze nel Duisburg, con 405 gare disputate.

## Carriera

### Club

#### Giovanili
Inizia in giovane età nelle giovanili del DJK Meiderich-Lösort. Nel 1957 passa al settore giovanile del Meidericher SV, inizialmente giocando nel ruolo di portiere, ma ben presto cambia ruolo, trasformandosi in attaccante. Nella stagione 1964-'65 insieme con Rüdiger Mielke viene promosso dal settore giovanile alla prima squadra. 

#### MSV Duisburg
Entrambi i calciatori alla loro prima stagione in Zweite Bundesliga giocano due partite. Il 20 marzo 1965 Bella debutta in Prima Divisione contro l'Hertha BSC Berlin, dopo l'esonero di Rudi Gutendorf, avvenuto il 1º marzo 1965.
Nel girone di ritorno con il nuovo allenatore Hermann Eppenhoff colleziona 22 presenze, raggiungendo la finale di DFB-Pokal il 4 giugno 1966 a Francoforte contro il Bayern di Monaco. Ha giocato tutte le cinque partite della DFB-Pokal 1965/'66, perdendo la finale per 4-2.
Con Gyula Lóránt allenatore dal 1967/'68, Michael Bella gioca tutte le 170 partite delle cinque stagioni di Bundesliga fino alla stagione 1971/'72. Nel 1975/'76 il Duisburg partecipa alla Coppa UEFA.
Nella stagione 1977/'78 l'allenatore Carl-Heinz Rühl schiera Bella in 28 partite, e la squadra si classifica al sesto posto. Al termine della stagione Bella si ritira, festeggiando il record di 405 presenze con la maglia del club.

### Nazionale
Il 17 novembre 1966 a Bucarest Bella debutta in Under-30 contro la Romania. Nel dicembre 1970 avviene anche il debutto in nazionale maggiore, quando il commissario tecnico Helmut Schön lo schiera il 18 dicembre contro il Cile. Era anche stato incluso nella lista preliminare dei nomi per Messico 1970, ma alla fine non è stato convocato per il mondiale. Nel 1972 ha partecipato ai campionati europei.

## Statistiche

### Cronologia presenze e reti in nazionale
| Cronologia completa delle presenze e delle reti in nazionale ― Germania | Cronologia completa delle presenze e delle reti in nazionale ― Germania | Cronologia completa delle presenze e delle reti in nazionale ― Germania | Cronologia completa delle presenze e delle reti in nazionale ― Germania | Cronologia completa delle presenze e delle reti in nazionale ― Germania | Cronologia completa delle presenze e delle reti in nazionale ― Germania | Cronologia completa delle presenze e delle reti in nazionale ― Germania | Cronologia completa delle presenze e delle reti in nazionale ― Germania |
| Data                                                                    | Città                                                                   | In casa                                                                 | Risultato                                                               | Ospiti                                                                  | Competizione                                                            | Reti                                                                    | Note                                                                    |
| ----------------------------------------------------------------------- | ----------------------------------------------------------------------- | ----------------------------------------------------------------------- | ----------------------------------------------------------------------- | ----------------------------------------------------------------------- | ----------------------------------------------------------------------- | ----------------------------------------------------------------------- | ----------------------------------------------------------------------- |
| 18-12-1968                                                              | Ñuñoa                                                                   | Cile                                                                    | 2 – 1                                                                   | Germania Ovest                                                          | Amichevole                                                              | -                                                                       | 26’                                                                     |
| 22-12-1968                                                              | Città del Messico                                                       | Messico                                                                 | 0 – 0                                                                   | Germania Ovest                                                          | Amichevole                                                              | -                                                                       |                                                                         |
| 22-11-1970                                                              | Il Pireo                                                                | Grecia                                                                  | 1 – 3                                                                   | Germania Ovest                                                          | Amichevole                                                              | -                                                                       |                                                                         |
| 17-2-1971                                                               | Tirana                                                                  | Albania                                                                 | 0 – 1                                                                   | Germania Ovest                                                          | Qual. Euro 1972                                                         | -                                                                       | 67’                                                                     |
| Totale                                                                  |                                                                         | Presenze                                                                | 4                                                                       |                                                                         | Reti                                                                    | 0                                                                       |                                                                         |

## Palmarès

### Nazionale
- Campionato d'Europa: 1

Belgio 1972